# Les Cases Noves (Súria)
Les Cases Noves és una masia de Súria (Bages) protegida com a Bé Cultural d'Interès Local.

## Descripció

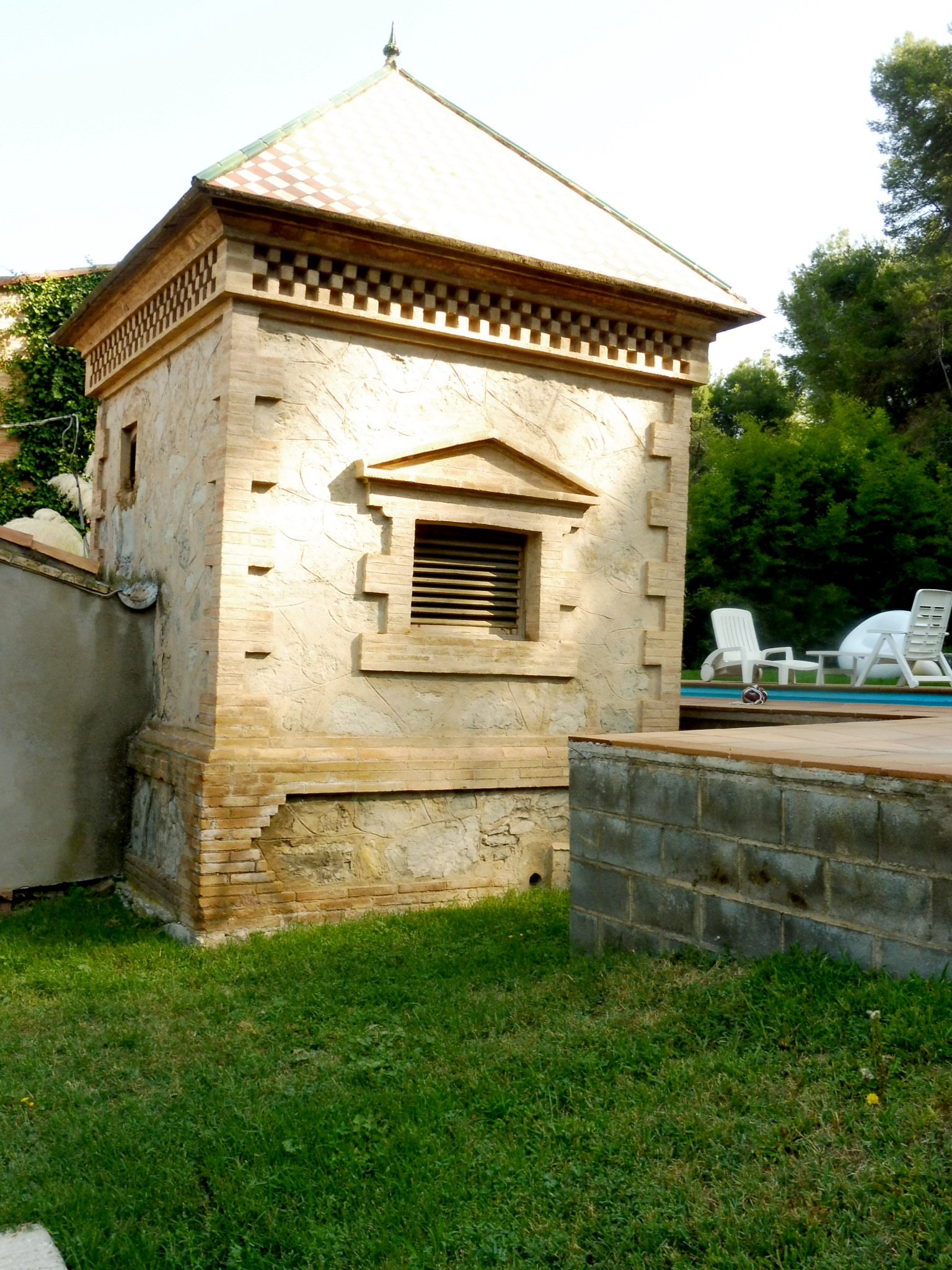
El pou

Construcció aïllada ubicada en la zona de les Cases Noves i Vallflorida, envoltada per la Riera del Tordell. Es tracta d'un edifici de planta quadrangular amb coberta a dos vessant que forma part d'un conjunt en el que s'adscriuen diferents construccions més modernes i de diferents usos.
L'edifici principal ha estat molt reformat. El més interessant del conjunt és una petita construcció de planta quadrangular, amb porta coronada amb timpà llis, sobre la qual hi ha un respirall circular calat. Està coberta amb teulada a quatre aigües. La funcionalitat és la de pou per a donar aigua als safareigs construïts al seu costat (avui piscina) i el conjunt de cases. La data és de 1906.